# 卡雷尔·塞内茨基
卡雷尔·塞内茨基（捷克語：Karel Senecký，1919年3月17日—1979年4月28日），捷克男子足球运动员，司职前锋。他曾代表捷克斯洛伐克国家队参加1938年国际足联世界杯，结果队伍止步八强。